# Ralph Peer
Ralph Sylvester Peer (* 22. Mai 1892 in Kansas City, Missouri; † 19. Januar 1960) war einer der ersten Musikproduzenten der Country-Musik.

## Leben
Im Juni 1923 zog Ralph Peer als Angestellter des Okeh-Labels nach Atlanta, um Aufnahmen von schwarzen Musikern zu machen. Er wurde nicht fündig und nahm notgedrungen die Darbietungen eines alten Fiddlers namens Fiddlin’ John Carson auf. Zur allgemeinen Überraschung verkaufte sich die Hillbilly-Musik, wie er diese Musik taufte, großartig. 
1926 wechselte Peer zum bedeutenderen Victor-Label. Hier war man durchaus an der Hillbilly-Musik interessiert, und so begab er sich im Juni 1927 mit einem fahrbaren Aufnahmestudio nach Bristol, Tennessee. Als erste Band aus Tennessee nahm er 1927 die äußerst erfolgreiche Memphis Jug Band und 1928 Cannon’s Jug Stompers auf. Als Peer kurz hintereinander Aufnahmen von Jimmie Rodgers und der Carter Family aufzeichnete, sollten damit die ersten Superstars der Country-Musik entdeckt werden. 
Ralph Peer war der erste Manager der Musikindustrie, der sich ernsthaft mit dem befasste, was heute als Country-Musik bezeichnet wird. Er ist gleichzeitig Entdecker und Förderer der ersten großen Stars. Für seine Verdienste wurde er 1984 in die Country Music Hall of Fame aufgenommen.